# Paint Hills Islands
Paint Hills Islands är öar i Kanada.   De ligger i Jamesbukten i territoriet Nunavut, i den östra delen av landet, 900 km norr om huvudstaden Ottawa.